# Aristolochia clematitis
Aristolochia clematitis é uma espécie de planta da família das aristoloquiáceas. A planta está descrita na Flora Brasiliensis de Martius..

## Uso medicinal
Esta espécie é usada como diaforético, emenagogo e estimulante do parto.

## Toxicidade
As raízes dessa espécies liberam ácido aristolóquico que é mutagênico e carcinógeno.
É causadora da nefropatia dos Balcãs, por conter ácido aristolóquico.

## Galeria

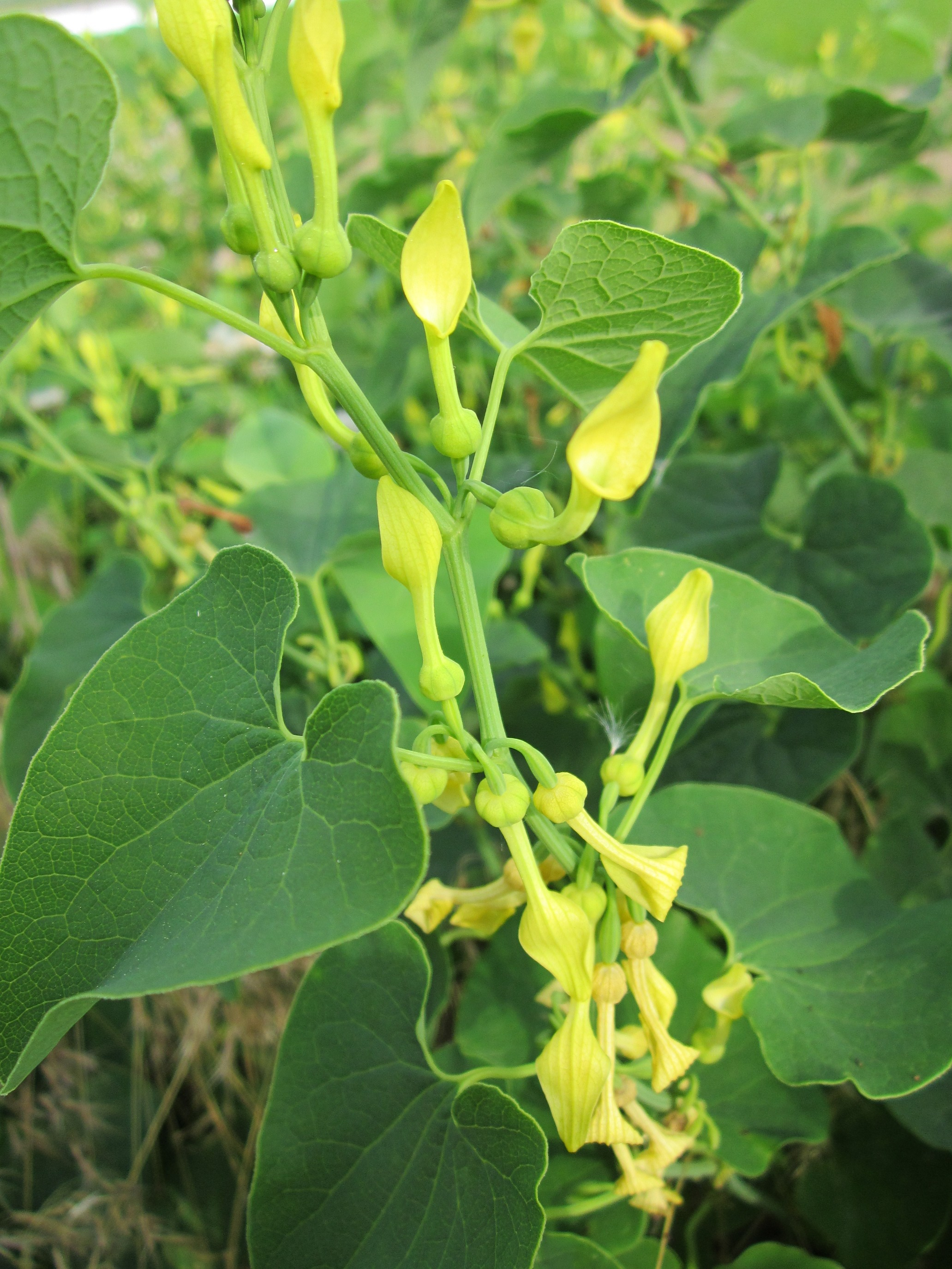
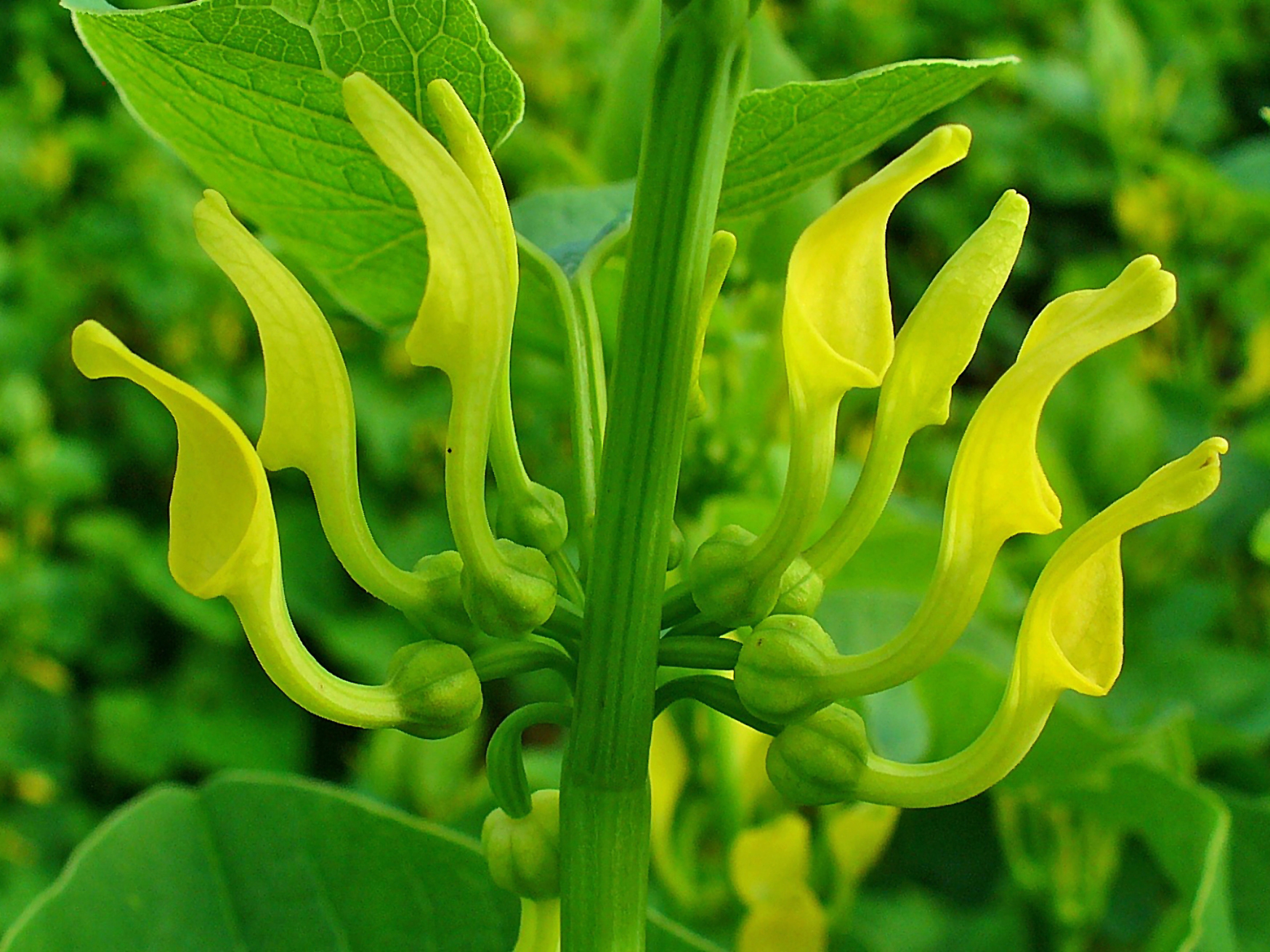
Flores
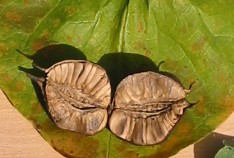
Vagem seca